# گیاه‌شناسی (کتاب)
گیاه‌شناسی (کتاب) کتابی از ویلسون، لومیس، ستیوز است.

## ترجمهٔ فارسی
این کتاب با ترجمهٔ فریدون ملک‌زاده و فاطمه مقدم در سال ۱۳۵۸ منتشر و در مراسم کتاب سال جمهوری اسلامی ایران به‌عنوان کتاب برگزیده معرفی شد.